# سفين بيترسون
سفين بيترسون (بالسويدية: Sven Petterson)‏ هو متزلج قفز سويدي، ولد في 24 يوليو 1927 في هارنوساند في السويد، وتوفي في 19 أبريل 2017.

## وصلات خارجية
- سفين بيترسون على موقع الاتحاد الدولي للتزلج (القفز التزلجي) (الإنجليزية)
- سفين بيترسون على موقع أوليمبيديا (الإنجليزية)
- سفين بيترسون على موقع اللجنة الأولمبية السويدية (السويدية)